# 愛德華·波斯拿
愛德華·波斯拿（Edward Bosnar，1980年4月29日—），克羅地亞裔澳洲职业足球运动员，最後效力澳大利亞球会悉尼聯。

## 俱乐部生涯
博斯纳毕业于澳洲體育學院，1997年加盟澳洲国家联赛球队紐卡斯爾破壞者，开始足球生涯。分别在北部精神和悉尼聯效力一段时间后，博斯纳于2000年前往克罗地亚，加盟萨格勒布迪纳摩。2001年，他转投奥地利球队格拉茨風暴。2004年，博斯纳转会英超，加盟埃弗顿， 但在一个赛季后由于受伤而被解约。 他很快就回到克罗地亚，在萨格勒布迪纳摩和里耶卡分别效力半个赛季。2006年，博斯纳加盟荷甲球队赫拉克勒斯。
2008年，博斯纳转会到日本球队千葉市原，2010年又加盟清水心跳。2011年，他前往韩国，加盟K联赛球队水原三星蓝翼。2012年5月，他在和蔚山现代的联赛比赛中射进一个时速高达123公里的任意球。 2013年7月18日，中国足球超级联赛球会广州富力官方宣布博斯纳加盟球队。 2014年，博斯纳回到澳洲加入中央海岸水手。2016年，博斯纳回到15年前曾經效力的悉尼聯。

## 国家队生涯
博斯纳曾入选澳洲各级别青年队，并曾经担任球队。他曾经在1999年世青赛出场3次。

## 个人生活
博斯纳的弟弟米兰·博斯纳和伊万·博斯纳也是职业足球运动员。